# Eido
Eido ist ein männlicher Personenname und ein arabischer Familienname.

## Namensträger
- Eido I. (955–1015), Bischof von Meißen
- Eido II. († um 1046), Bischof von Meißen

## Familienname
- Walid Eido (1942–2007), libanesischer Politiker